# 内山真龍
内山 真龍（うちやま またつ、1740年1月29日（元文5年1月1日）- 1821年9月18日（文政4年8月22日））は、江戸時代中期から後期の国学者である。初名は市六後に龍麿。通称は彌兵衛、徳右衛門。号は龍洞等。本姓は藤原。

## 経歴
商人の内山美真の長男として遠江の豊田郡大谷村（現在の静岡県浜松市天竜区）に生まれる。家業を継いだ後の1760年（宝暦10年）に転居し、1762年（宝暦12年）11月に賀茂真淵・渡辺蒙庵・田中道麿の門人となった。
1996年11月、故郷の浜松市で真龍の資料館が創設された。

## 業績
真淵からは和歌や『日本書紀』といった古文学や蒙庵からは儒学を学び、後に本居宣長と協力して遠江における国学の基礎を築いた。真龍の学問の特徴は、実地踏査を主とした実証的実利的なところにあり、『出雲風土記解』『遠江国風土記伝』『日本紀類聚解』などの著述を残した。『日本紀類聚解』は光格天皇の天覧を得て絶賛された。その後、『風土記』の研究のために全国を訪れ、多くの儒学者や詩人等と親交を持った。また、同時期に多くの国学者を輩出し、遠江国学の発展に尽くした。

## 主な弟子
- 石塚龍麿[1]
- 夏目甕麿[1]
- 小国重年
- 高林方朗[1]

## 主な著作物

### 主著
- 『日本紀類聚解』- 1812年（文化9年）刊行。写本で、全15巻からなる。
- 『出雲風土記解』- 1787年（天明7年）刊行。写本で、全3巻からなる。

### その他の著書
- 『遠江風土記伝』- 1789年（寛政元年）刊行。
- 『国号考』- 1796年（寛政8年）刊行。
- 『地名記』- 1803年（享和3年）刊行。
- 『古事記謡歌註』- 1813年（文化10年）刊行。

## 関連文献
- 岩崎鉄志著『内山真龍――したたかな地方文人』天竜市、1982年。